# Pastel de nata
Pastel de nata (phát âm tiếng Bồ Đào Nha: [pɐʃˈtɛl dɨ ˈnatɐ] (số nhiều: pastéis de nata; [pɐʃˈtɐjʒ dɨ-])) hay pastel de Belém là một món bánh truyền thống của Bồ Đào Nha, thường được phủ một lớp quế ở trên. Bên ngoài lãnh thổ Bồ Đào Nha, chúng đặc biệt phổ biến ở các khu vực khác ở Tây Âu, Châu Á và các thuộc địa của Bồ Đào Nha trước đây, chẳng hạn như Brasil, Mozambique, Ma Cao, Goa và Đông Timor. Pastel de nata kiểu Ma Cao đã được chuỗi cửa hàng KFC áp dụng và có sẵn ở các khu vực như Hồng Kông, Đài Loan, Thái Lan và Trung Quốc. Ở Indonesia, món bánh ngọt này đặc biệt phổ biến ở Kampung Tugu, Jakarta.

## Lịch sử ra đời

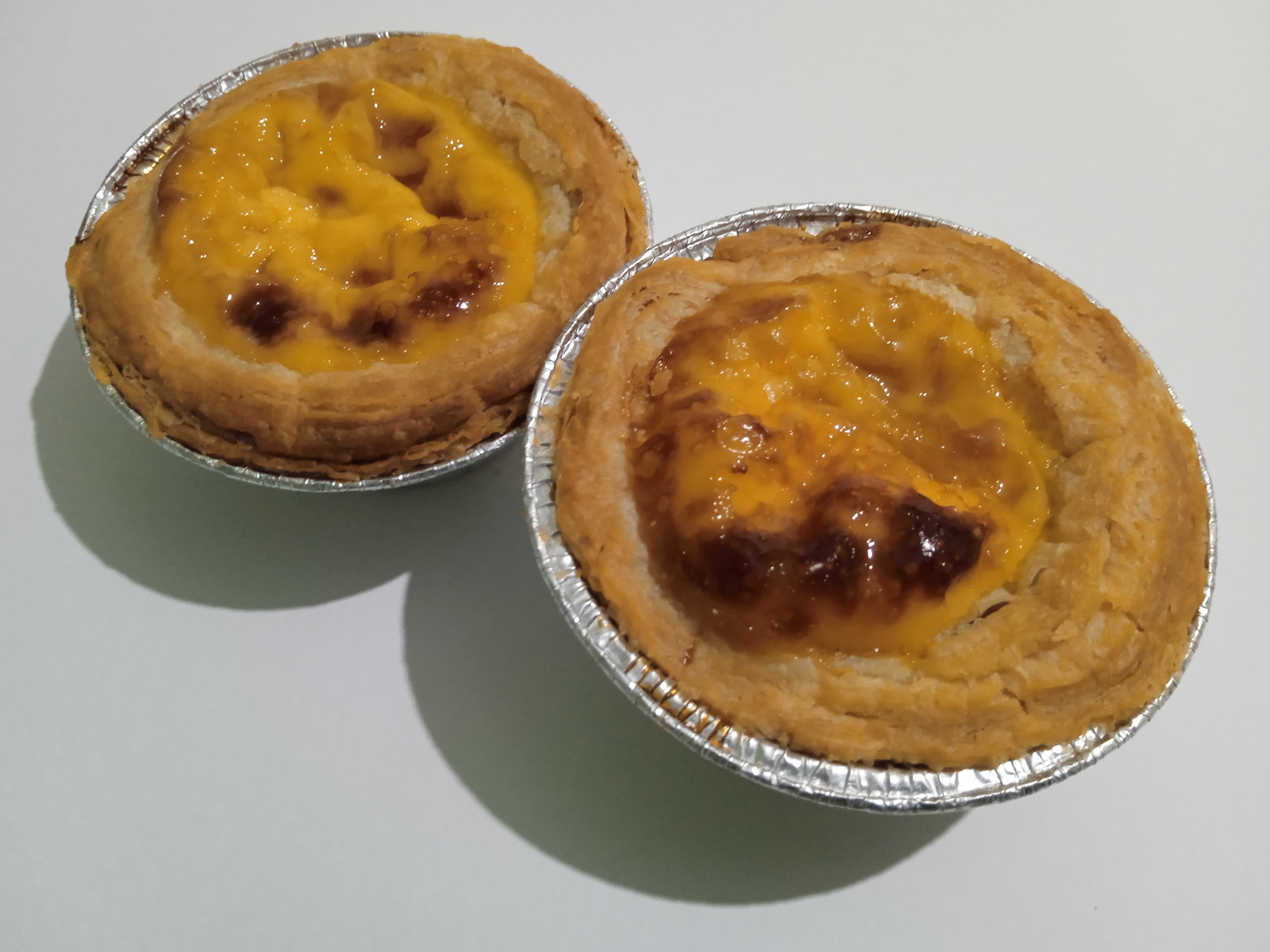
Pastel de nata (được biết đến với tên địa phương là tart telur Portugis) ở Malaysia

Pastéis de nata được tạo ra trước thế kỷ 18 bởi các tu sĩ Công giáo tại tu viện Jerónimos (tiếng Bồ Đào Nha: Moreeiro dos Jerónimos) ở giáo xứ dân sự của Belém, Lisbon. Vào thời điểm đó, các tu viện và tu viện đã sử dụng một lượng lớn lòng trắng trứng để làm cứng quần áo, chẳng hạn như đồ mặc của các tu sĩ và nữ tu. Việc các tu viện sử dụng lòng đỏ trứng còn sót lại để làm bánh ngọt là điều khá phổ biến, dẫn đến sự phổ biến của các công thức làm bánh ngọt trên khắp đất nước.
Sau Cách mạng Tự do năm 1820, việc các dòng tu giải tán và nhiều tu viện sắp đóng cửa, các tu sĩ bắt đầu bán pastéis de nata tại một nhà máy đường gần đó để mang lại doanh thu. Năm 1834, tu viện bị đóng cửa và công thức này được bán cho nhà máy đường vào năm 1837, mở Fábrica de Pastéis de Belém. Con cháu đời sau cũng sở hữu nhà máy này cho đến ngày nay.

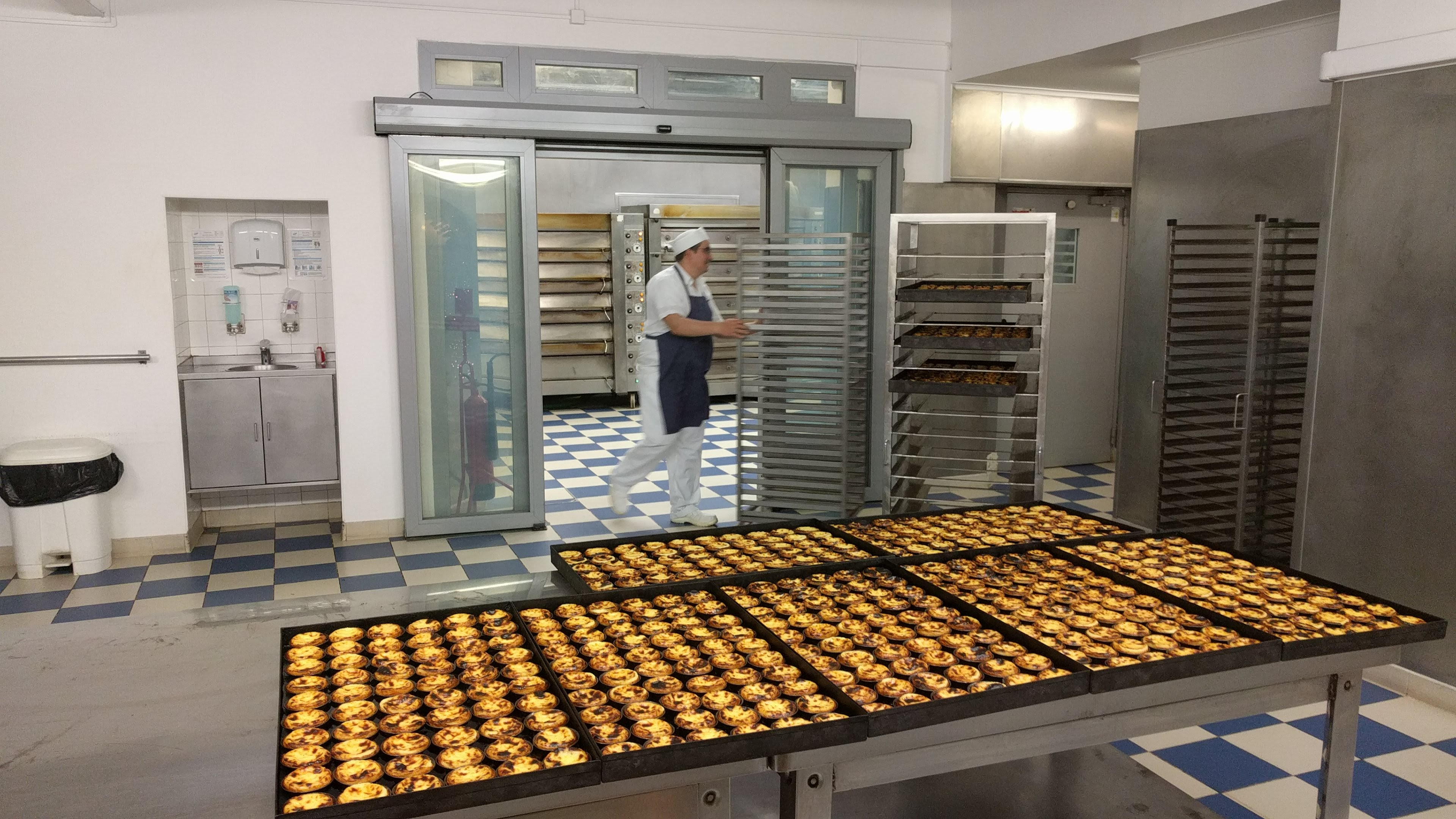
Pastéis de Belém được sản xuất

Kể từ khi Fábrica de Pastéis de Belém được khai trương, công thức ban đầu của pastel de nata được lưu giữ trong một căn phòng bí mật. Fábrica de Pastéis de Belém là nơi phổ biến nhất để mua pastéis de nata; cửa hàng nằm cách tu viện Jerónimos chỉ 3 phút đi bộ ngắn ngủi. Cửa hàng cung cấp cả dịch vụ mang đi và ăn tại chỗ, trung bình bán hơn 20.000 chiếc pastéis de nata một ngày. Thông thường, bánh tart được rắc canela (quế) và thường đi kèm với bica (một loại cà phê espresso đậm đà).
Vào năm 2009, báo The Guardian đưa pastéis de Belém vào danh sách 50 món ăn ngon nhất thế giới. Năm 2011, sau kết quả của một cuộc bỏ phiếu, món bánh ngọt này đã được công bố là một trong 7 kỳ quan của ẩm thực Bồ Đào Nha, từ đó tiếp tục củng cố vị thế của một trong những món ăn phổ biến nhất đất nước.

## Pastel de natatrên toàn thế giới

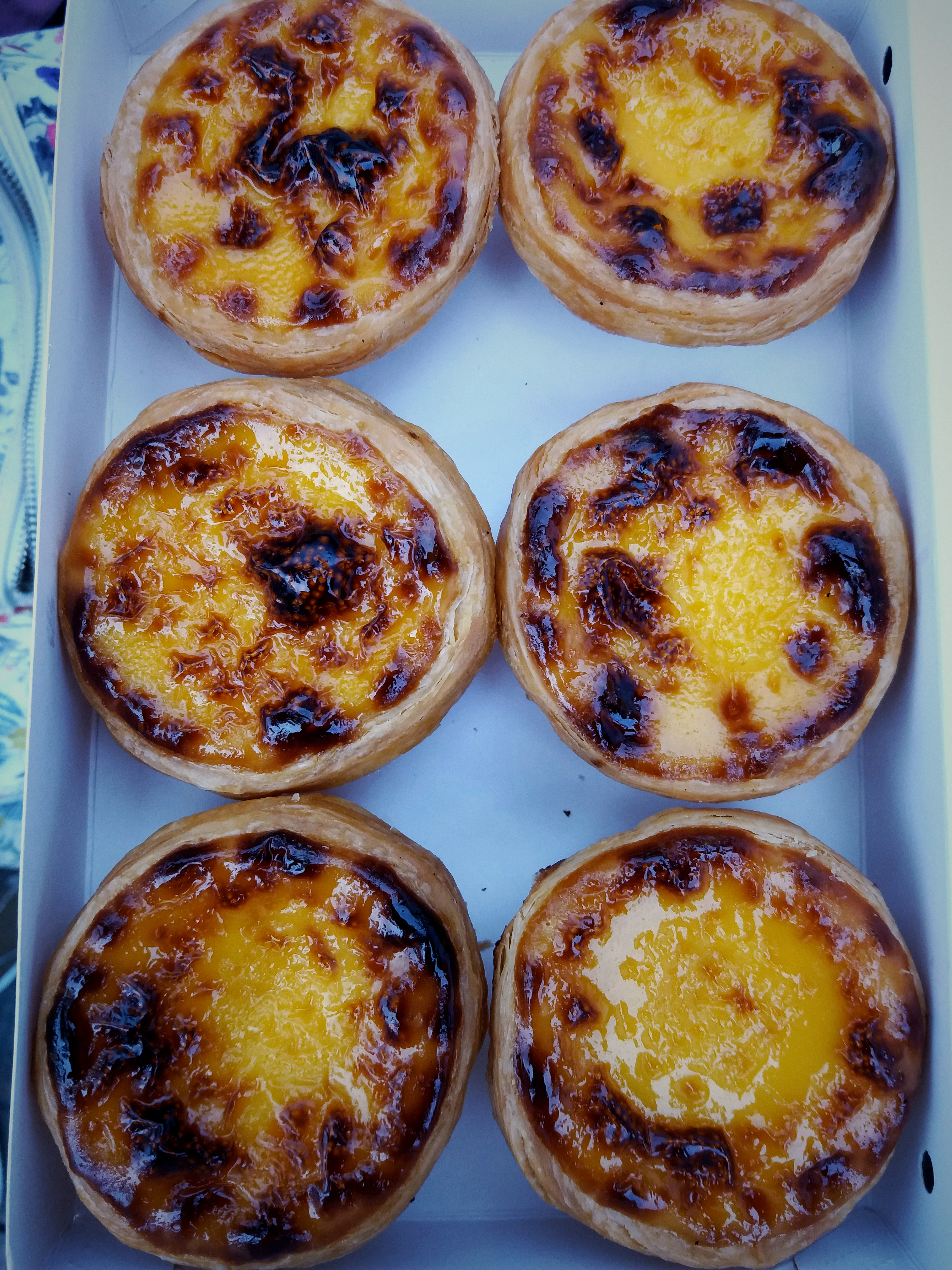
Bánh tart trứng Bồ Đào Nha ở Ma Cao

Nền ẩm thực Nhật Bản chịu ảnh hưởng của các thương nhân Bồ Đào Nha trong thế kỷ 16 và các món nướng Nhật Bản có tầm quan trọng về mặt văn hóa, bao gồm pan (パン pan) (xuất phát từ tiếng Bồ Đào Nha: pão, nghĩa là bánh mì) và castella có nguồn gốc từ thời kỳ này. Pastel de nata cũng là một trong số đó. Ngoài bánh ngọt truyền thống, một số biến thể đã được phát triển đặc biệt cho thị trường Nhật Bản bằng cách thêm hương vị trà xanh. Pastel de nata trà xanh đã được xuất khẩu sang Hàn Quốc và các thị trường khác ở châu Á.